# Будапештский университет иудаики

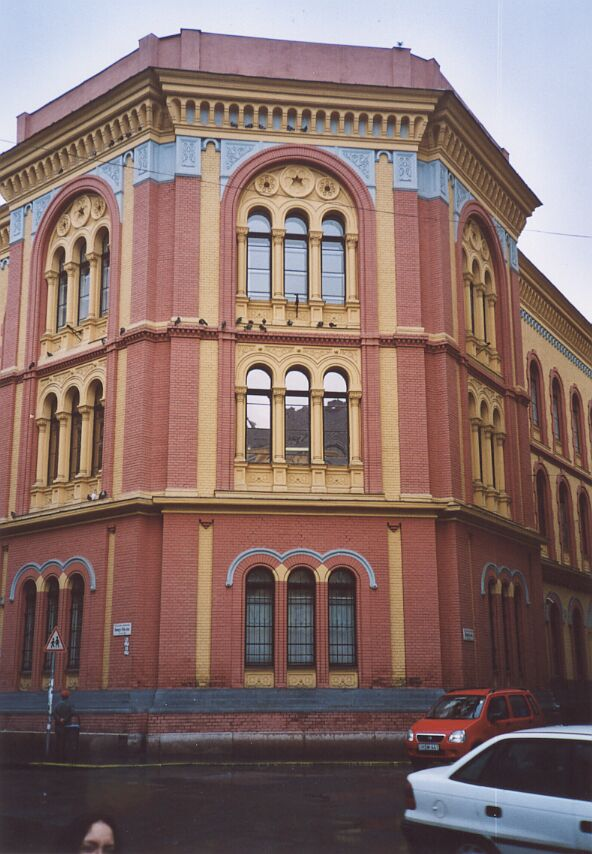
Будапештский университет еврейских исследований, бывшая Раввинская семинария.

Будапештский университет иудаики (венг. Országos Rabbiképző – Zsidó Egyetem или Országos Rabbiképző Intézet / Еврейская теологическая семинария — Университет иудаики / нем. Landesrabbinerschule in Budapest) — университет (теологическая семинария) в Будапеште, Венгрия. Он был открыт в 1877 году, через несколько десятилетий после того, как в Падуе, Меце, Париже и Бреслау были построены первые европейские раввинские семинарии. Тем не менее, он остаётся старейшим существующим учебным заведением в мире, где готовят раввинов.

## История

### XIX век

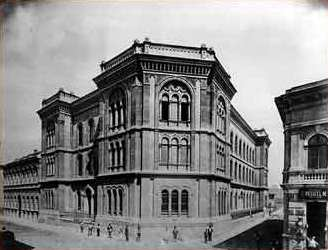
Здание семинарии в 1902 году.

Либерально настроенные венгерские евреи, известные как неологи, были заинтересованы в светско-образованном духовенстве, а их лидеры стремились создать современную семинарию. Их противники, ортодоксальные венгерские раввины, отправили делегацию к императору Австрии  Францу-Иосифу, чтобы не допустить создания семинарии в Будапеште. Однако император дал разрешение на создание раввинской школы и даже профинансировал её строительство, вернув венгерским евреям деньги, которые они заплатили 30 лет назад в качестве военного налога после Венгерской революции 1848 года.
4 октября 1877 года в Йожеф-Кёруте была открыта семинария. Её первым руководителем был Моисей Лёб Блох, которому помогали Давид Кауфман и Вильгельм Бахер.

### Организация
Институт находился под контролем министерства религии, которое назначало учителей по представлению совета (состоящего из двенадцати священнослужителей и двенадцати мирян), президентом которого был М. Швайгер, а секретарём доктор Й. Симон с 1877 года. Курс обучения продолжался десять лет и делился на два равных периода. Первый соответствовал «старшей гимназии»; и требованием для поступления было наличие диплома «младшей гимназии» или сдача вступительного экзамена, включавшего определённые знания иврита и Талмуда в дополнение к светским исследованиям.
Дипломы этого факультета признавались государством и позволяли поступать на любой факультет университетов или технических школ. После окончания курсов, предлагаемых высшим отделением, в том числе посещения философского факультета университета, следовал год испытательного срока. Он завершался в феврале устным экзаменом после того, как кандидат представлял три письменных дипломных работы по библейским, раввинско-талмудическим и историческим или религиозно-философским предметам соответственно.
По окончании школы выпускник получал диплом раввина, признанный государством. В дополнение к обычному курсу обучения на обоих факультетах существовали студенческие общества.
Библиотека института насчитывала около 25 000 томов рукописей и печатных произведений, которые были доступны всем в читальном зале.

### Вторая мировая война
19 марта 1944 года немецкие войска вошли в Будапешт (операция «Маргарете»). На следующий день раввинская семинария была захвачена СС и превращена в тюрьму. Оттуда Адольф Эйхман организовал депортацию тысяч венгерских евреев и некоторых политических заключенных в концентрационные лагеря, главным образом в Освенцим.
Непосредственно перед немецким вторжением самые ценные рукописи были спрятаны в подземный сейф. Тем не менее, значительная часть библиотеки была захвачена нацистами. 3000 книг были отправлены в Прагу, где Эйхман планировал строительство «Музея вымершей расы» в бывшем еврейском квартале. Только в 1980-х годах книги были обнаружены в подвале Еврейского музея в Праге и возвращены в Будапешт в 1989 году. Библиотека остается предметом гордости университета. Она считается одним из самых важных собраний еврейской богословской литературы за пределами Израиля.

### Послевоенная коммунистическая эпоха
Сразу же после разгрома нацистов Раввинская семинария возобновила свою деятельность и была вновь открыта за два месяца до капитуляции Германии. Однако числа учеников не хватало для содержания гимназического отделения. Вместо этого был организован педагогический колледж для выпуска учителей религии и иврита.
Несмотря на антирелигиозную политику коммунистического правительства, раввинская семинария в Будапеште активно функционировала. Она была единственным в своем роде высшим учебным заведением для раввинов в Восточной Европе, но сильно зависела от властей. Религиозная жизнь регулировалась Министерством религии, которое отвечало за заполнение вакантных раввинских должностей в Венгрии.
Будучи единственным в своем роде местом в Восточном блоке, будапештская семинария выполняла особую миссию. Являясь единственной раввинской высшей школой во всём советском блоке, семинария готовила дипломированных раввинов и канторов для всех стран, где представлены религиозные еврейские общины. Студенты приезжали в неё из всех стран Восточной Европы, из Советского Союза и даже из Израиля. Они жили, частично со своими семьями, в небольших, просто обставленных пансионах.
С 1950 года до своей смерти в 1985 году Шандор Шайбер был директором семинарии и редактировал важные публикации по иудаике от средневековья до XX века.

### После 1989 года
После падения коммунизма, благодаря пожертвованиям из-за рубежа, здание семинарии было отремонтировано, библиотека модернизирована, некоторые ценные старые книги реставрированы.

## Языки преподавания
Хотя в момент основания семинарии в преподавании религиозных предметов доминировал немецкий язык, понятный для учеников из разных регионов, были сразу же предприняты серьёзные усилия по переводу большей части преподавания на венгерский язык. Светские предметы (математика, физика, история) с самого начала преподавались на венгерском, поскольку еврейская интеллигенция Венгрии хорошо владела венгерским языком. Ряд известных профессоров, приглашённых в семинарию (в частности, Мозес Блох), подписывали контракты, содержавшие условие в течение нескольких лет освоить венгерский язык и начать преподавать на нём предметы.
В коммунистический период почти все предметы преподавались на венгерском языке; для студентов из других социалистических стран, в том числе из СССР, на первых курсах могли использоваться другие языки, в частности русский, немецкий и английский, однако студенты должны были изучить венгерский и далее слушать курсы на нём. Современный иврит не использовался и не изучался, во избежание обвинений в пропаганде сионизма. При чтении религиозных текстов на иврите намеренно практиковалось устаревшее ашкеназское произношение, тогда как иврит в Израиле был основан на сефардском и был малопонятен на слух носителям ашкеназского произношения.
В настоящее время обучение ведётся на венгерском языке.